# Das Haus der Krokodile (Fernsehserie)
Das Haus der Krokodile ist eine sechsteilige Kinderserie nach dem gleichnamigen Kinderroman von Helmut Ballot, die unter der Regie von Wilm ten Haaf für das Fernsehen entstand und 1976 in der ARD ausgestrahlt wurde. Eine Neuverfilmung unter der Regie von Cyrill Boss und Philipp Stennert kam 2012 in die Kinos.

## Handlung
Während seine Eltern im Urlaub sind, nutzt der zwölfjährige Victor die Gelegenheit, einmal ganz allein im Haus herumzustöbern – und sieht im Spiegel für Sekunden einen Mann mit Maske. Seine Schwestern Cora und Louise halten das zunächst für ein Hirngespinst. Deshalb forscht er anfangs alleine nach und je mehr er sich auf die Suche nach einer Erklärung begibt, desto klarer wird, dass der 20 Jahre zurückliegende Tod des Mädchens Cäcilie etwas mit der Sache zu tun haben muss. Sie ist mit zwölf Jahren über das Treppengeländer gestürzt – ein nie ganz geklärter Unfall. Durch Geschichten eines alten Onkels, des Vaters von Cäcilie, stoßen er und seine Schwestern auf einen früheren Freund Cäcilies, Friedrich Mörlin.

## Hintergrund
Der Serientitel bezieht sich auf ein kleines Lederkrokodil, das Victor bei seinen Nachforschungen im Haus findet.
Die Serie wurde im Münchner Stadtteil Bogenhausen gedreht.

## Episoden
| Nr. | Titel                       | Erstausstrahlung |
| --- | --------------------------- | ---------------- |
| 1   | Der Mann im Spiegel         | 22. Feb. 1976    |
| 2   | Der nächtliche Besucher     | 29. Feb. 1976    |
| 3   | Die Geburtstagsfeier        | 7. März 1976     |
| 4   | Eine neue Entdeckung        | 14. März 1976    |
| 5   | Gewitter in der Nacht       | 21. März 1976    |
| 6   | Ein unerwartetes Geständnis | 28. März 1976    |

## DVD
Die Serie erschien im November 2009 auf DVD, herausgegeben von der ARD.
Zur DVD zählt auch ein ausführliches Interview mit dem Hauptdarsteller Thomas Ohrner.

## Neuverfilmung
Im März 2012 erschien die Neuverfilmung des Buches im Kino. Hauptdarsteller waren Christoph Maria Herbst, Waldemar Kobus, Gudrun Ritter, Vijessna Ferkic, Katja Weitzenböck, Thomas Ohrner, Uwe Friedrichsen, Kristo Ferkic, Joanna Ferkic, Dieter Schaad. Das Haus der Krokodile wurde 2013 für den Deutschen Filmpreis in der Kategorie Bester programmfüllender Kinderfilm nominiert.